# Alexandre Yersin
Alexandre Émile Jean Yersin född 22 september 1863 i Aubonne, kantonen Vaud, Schweiz, död 1 mars 1943 i Nha Trang, Vietnam, var en schweizisk läkare. 
Yersin arbetade från 1885 tillsammans med Pierre Paul Émile Roux i Paris, blev 1888 preparator vid Institut Pasteur och kort därpå läkare i Saigon. Han genomreste Annam, Tonkin och Kina samt isolerade 1894 bakterien Yersinia pestis i Hongkong. Han återkom 1895 som marinläkare till Paris, tillredde ett pestserum och använde det 1896 med framgång i Amoy och Kanton, där han på kinesiska regeringens uppdrag inrättade en filial av Institut Pasteur. Han studerade även tuberkulosen och framställde tillsammans med Roux difteriserum.